# Natassha McDonald
Natassha Kalia McDonald (* 27. Januar 1997 in Mississauga, Ontario) ist eine kanadische Leichtathletin, die im Sprint antritt und sich auf die 400-Meter-Distanz spezialisiert hat.

## Sportliche Laufbahn
Erste internationale Erfahrungen sammelte Natassha McDonald im Jahr 2016, als sie bei den U20-Weltmeisterschaften in Bydgoszcz im 400-Meter-Lauf in 53,35 s den siebten Platz belegte und mit der kanadischen 4-mal-100-Meter-Staffel mit 45,89 s im Vorlauf ausschied. Zudem gewann sie in der 4-mal-400-Meter-Staffel in 3:32,25 min die Bronzemedaille. Im Jahr darauf gewann sie bei den Spielen der Frankophonie in Abidjan in 52,34 s die Silbermedaille über 400 Meter hinter Djénébou Danté aus Mali und startete anschließend mit der 4-mal-400-Meter-Staffel bei den Weltmeisterschaften in London und verpasste dort mit 3:28,47 min den Finaleinzug. Von 2016 bis 2018 besuchte sie das South Plains College in Texas und studierte dann an der University of Alabama in Tuscaloosa und 2019 gewann sie bei den U23-NACAC-Meisterschaften in Santiago de Querétaro in 23,31 s die Silbermedaille im 200-Meter-Lauf hinter der US-Amerikanerin Anglerne Annelus und sicherte sie sich mit der 4-mal-100-Meter-Staffel in 44,28 s die Silbermedaille hinter den Vereinigten Staaten und gewann in der Mixed-Staffel über 4-mal 400 Meter in 3:22,43 min die Bronzemedaille hinter Jamaika und den USA. Anschließend startete sie über 400 Meter bei den Panamerikanischen Spielen in Lima und schied dort mit 53,15 s im Vorlauf aus und sicherte sich in der 4-mal-400-Meter-Staffel in 3:27,01 min gemeinsam mit Aiyanna Stiverne, Kyra Constantine und Sage Watson die Silbermedaille hinter den US-Amerikanerinnen. 2021 nahm sie an den Olympischen Sommerspielen in Tokio teil und schied dort mit 53,54 s in der ersten Runde aus.
2022 startete sie mit der Staffel bei den Hallenweltmeisterschaften in Belgrad und verpasste dort mit 3:31,45 min den Finaleinzug. Im Juli schied sie bei den Weltmeisterschaften in Eugene mit 52,41 s in der ersten Runde über 400 Meter aus und wurde im Staffelbewerb mit 3:25,18 min im Finale Vierte. Anschließend belegte sie bei den Commonwealth Games in Birmingham in 23,21 s den vierten Platz über 200 Meter und siegte in 3:25,84 min gemeinsam mit Aiyanna Stiverne, Micha Powell und Kyra Constantine in der 4-mal-400-Meter-Staffel. Daraufhin wurde sie bei den NACAC-Meisterschaften in Freeport in 51,51 s Fünfte über 400 Meter.
2017 wurde McDonald kanadische Meisterin im 400-Meter-Lauf sowie 2022 über 200 Meter.

## Persönliche Bestleistungen
- 200 Meter: 23,10 s (0,0 m/s), 13. Mai 2021 in College Station
  - 200 Meter (Halle): 24,42 s, 3. Februar 2018 in College Station
- 400 Meter: 50,91 s, 15. Mai 2021 in College Station
  - 400 Meter (Halle): 52,44 s, 29. Februar 2020 in College Station